# 安西·梅拉梅采
安西·梅拉梅采（芬蘭語：Anssi Melametsä，1961年6月21日—），芬兰男子冰球运动员，场上位置是前锋。他曾代表芬兰国家队参加1984年冬季奥林匹克运动会冰球比赛，获得第六名。